# سازمان جمع‌آوری و فروش اموال تملیکی
هدف اصلی از تشکیل سازمان جمع‌آوری و فروش اموال تملیکی عبارتست از تمرکز کلیه امور مربوط به جمع‌آوری، نگهداری، اداره و فروش اموالی که به موجب قانون به تملک، تصرف، تحت توقیف یا مدیریت دولت در می‌آید. در حقیقت با تشکیل سازمان دو واحد اداری موازی (مرکز کالای متروکه و دفتر اجرایی تبصره ۲۸ قانون بودجه) در هم ادغام و وظایف آن در سازمان جدیدالتأسیس تمرکز یافت و از سویی امور مشابهی که توسط دستگاه‌ها و سازمانهای اجرایی یا دادگستری انجام می‌شد، به سازمان منتقل گردید.

## ماموریت‌ها
سازمان جمع‌آوری و فروش اموال تملیکی براساس قانون تشکیل آن
وظیفه تعیین تکلیف کلیه اموال تملیکی دولت با رعایت توامان حقوق مردم و صرفه صلاح دولت را بعهده دارد بعبارت بهتر برطبق قانون سازمان اموال تملیکی امین اموال دولت و حافظ حقوق مردم است.
بر طبق قانون تشکیل این سازمان، هر گونه اموال و دارائی که طبق شرایط خاصی به مالکیت دولت در می‌آید باید در اختیار این سازمان قرار گرفته و تا تعیین تکلیف آن (فروش، واگذاری، استرداد و غیره) اداره و نگهداری این اموال بعهده سازمان جمع‌آوری و فروش اموال تملیکی خواهد بود.
این شرایط عبارتند از:
- هرگونه اموال متروکه دولتی و غیردولتی
- کالاهای قاچاق که طبق قانون مبارزه با قاچاق کالا و ارز توقیف می‌شوند.
- اموال، کالاها و حقوق مادی که طبق احکام قطعیت یافته قضایی بنفع دولت ضبط می‌گردند.
- اموال، کالاها و حقوق مادی که به دولت اهدا می‌شوند.
- اموالی که در اجرای اصل چهل و نهم قانون اساسی جمهوری اسلامی ایران و سایر قوانین تملک و یا
تصرف دولت درمی‌آید.

## تاریخچه
جمع‌آوری و فروش کالاهای متروکه و قاچاق که پیش از انقلاب اسلامی از وظایف گمرک بود پس از پیروزی انقلاب اسلامی ایران، با تصویب لایحه قانونی شماره ۸۴۳۱۰ مورخ ۱۳۵۸/۱۲/۱۸ شورای انقلاب و آئین‌نامه اجرایی آن به کمیته‌ای متشکل از نمایندگان بنیاد مستضعفان، جهاد سازندگی، بنیاد مسکن و دادستانی کل کشور واگذار شد. با تصویب قانون جمع‌آوری و فروش کالای متروکه، قاچاق و ضبطی قطعیت یافته و کالای قاچاق بلاصاحب و صاحب متواری مصوب ۱۳۶۱/۱۱/۱۱ و آئین‌نامه اجرایی آن مصوب ۱۳۶۲/۲/۲۵ هیئت وزیران، این امور به مرکز جمع‌آوری و فروش کالاهای مذکور مستقر در وزارت امور اقتصادی و دارایی منتقل شد و عملاً در تاریخ ۱۳۶۲/۷/۶ مرکز ذکر شده تشکیل گردید.
به دلیل ضرورت ساماندهی هرچه بیشتر امور و ادغام تشکیلات موازی مرکز جمع‌آوری و فروش کالاهای متروکه از یک سو و دفتر اجرایی تبصره ۸۲ قانون بودجه سال ۱۳۶۲ و تبصره ۳۵ قانون بودجه سال ۱۳۶۸ و تبصره ۲۸ قوانین بودجه سال‌های ۱۳۶۹ و ۱۳۷۰ از سوی دیگر منجر به تقدیم لایحه قانون تأسیس سازمان جمع‌آوری و فروش اموال تملیکی به مجلس شورای اسلامی شد. قانون مذکور در ۱۳۷۰/۱۰/۲۴ به تصویب مجلس و در تاریخ ۱۳۷۰/۱۱/۷ به تأیید شورای نگهبان قانون اساسی جمهوری اسلامی ایران رسید و از اواخر سال ۱۳۷۱ سازمان تشکیل گردید.

### لغو مصوبه انحلال سازمان
در مرداد ماه ۱۳۹۲ طبق مصوبه شورای عالی اداری این سازمان منحل و به جای آن سازمان اموال دولتی تشکیل شد. با روی کار آمدن دولت یازدهم حسن روحانی این مصوبه لغو گردید.

### مدیران عامل سازمان
| نام                       | دوران ریاست    | دوران ریاست    | دوران ریاست |
| ------------------------- | -------------- | -------------- | ----------- |
| احسان عسگری               | ۸ بهمن ۱۴۰۳    | تاکنون         |             |
| سید عبدالمجید اجتهادی     | ۳ آذر ۱۴۰۰     | ۸ بهمن ۱۴۰۳    |             |
| ابراهیم مولایی‌جم (سرپرست) | ۲ آبان ۱۴۰۰    | ۳ آذر ۱۴۰۰     |             |
| محمدعلی افتخاری           | ۳ اسفند ۱۳۹۹   | ۲ آبان ۱۴۰۰    |             |
| جمشید قسوریان جهرمی       | ۳۱ شهریور ۱۳۹۶ | ۳ اسفند ۱۳۹۹   |             |
| امین دلیری                | ۲۳ مرداد ۱۳۹۴  | ۳۱ شهریور ۱۳۹۶ |             |
| اردشیر محمدی              | ۲۰ بهمن ۱۳۸۹   | ۲۳ مرداد ۱۳۹۴  |             |
| یادکرد                    | یادکرد         | [ ۴ ]          |             |